# En ljummen i gräset
En ljummen i gräset, även kallad Ljummen, var en årligt återkommande endags musikfestival som ägde rum på sommaren i Vinterviken, Stockholm, med artister inom rock, pop, electronica, country med flera musikstilar. En ljummen i gräset arrangerades av Peder Fjällström och Arvid Krantz genom Vintervikens trädgårdsförening. Senaste festivaltillfället var 2011.

## Medverkande
- 2003: Marit Bergman, Kristofer Åström, Hundarna från söder, Tiger Lou, Radio LXMBRG, Niccokick, Yukon AK, The Crystal Committee, Johan Borgert, Dynamo Chapel, EP's Trailer Park, Östermalm, The True Bypass, Willowtree, Bordello, Perfect Music, Centimeter, Slim Fit, Evolver, Eject
- 2004: Jens Lekman, First Floor Power, Heikki, Ane Brun, Markus Krunegård, Empire Dogs, The Fine Arts Showcase, Deportees, Differnet, Richard Reagh & wwnb2, Loney, Dear, Cirera, Hip Whips, Tobias Fröberg, The Tiny, Britta Persson, Natasha Lea Jones, Popundret, K (Krister Linder), Thomas Denver Jonsson, Namur, Qoph, Tony Clifton, The Bright And Shiny, Paatos, Plod, Ef, I Love You Baby, Montys Loco, Le Muhr, Firefox AK, Lesli, Dexters Moon, The Sunshine, Rundfunk, Un Rodo Cora, Charlotte Centervall
- 2005: Mattias Alkberg, Cirera, Oskar Schönning, Mokira, Asha Ali, Björn Kleinhenz, Two Times the Trauma, The Grand Opening, Eric Malmberg, Blanka, Ljudbilden & Piloten, Dreamboy, Vijaya, Ironville, Radio LXMBRG, Sarah Hepburn, Eskju Divine, De La Mancha, My Enemy, The Domus, Love Is Hell, Momo
- 2007: Anna Järvinen, Ass, Blood Music, Bo Hansson + Eric Malmberg + Niklas Korssell, Existensminimum, Fontän, Hans Appelqvist, Jonna Lee, Kjell Höglund, Le Muhr, Lowood, Norma, Racket and Ball, Rickard Jäverling, Southside Stalkers, The Dora Steins, Tupelo Honeys, Wildbirds & Peacedrums
- 2008: Sam Amidon, First Aid Kit, Don't be a stranger
- 2009: Paddington Distortion Combo, Liminals, Rafael Anton Irisarri, Les Issambres, Tvärvägen, Palpitation, Romeo Stodart, Christopher Sander, Cocoanut Groove, Hajen
- 2010: Johanna Löwenhamn, Tiger Tape, Paper, Peter Broderick, Paper, Pascal Pinion, Promise and the Monster
- 2011: Anja Bigrell, Into the Woods, Gravenhurst, Big Fox, Mokira, Idiot Wind, Chelsea Wolfe, Vidar, Sam Amidon